# Linda Overgaard
Linda Overgaard (født 14. februar 1956 i Thy) er en dansk journalist og redaktør.
Overgaard blev uddannet cand.jur. fra Aarhus Universitet i 1979 og journalist fra Danmarks Journalisthøjskole året efter.
Fra 1980 til 1985 var hun erhvervsjournalist på Jyllands-Posten, men kom i 1985 til DR, hvor hun var frem til 2002 – først som reporter på TV Avisen, 1993-1996 i husets TV-udviklingsafdeling, mens hun var redaktionschef på DR Multimedie 1996-1998 for til sidst at være redaktionschef for DR Nyheder Online. I 2002 blev hun chefredaktør for Bonnier Publications' magasin Penge & Privatøkonomi, hvor hun var til 2007. Fra januar til juli 2008 var hun direktør for Dansk Aktionærforening. Fra 2008 til 2015 var hun erhvervsredaktør på Berlingske med ansvar for de trykte medier Berlingske Business og Berlingske Business Magasin samt for business.dk. Berlingske Business producerede også radio- og tv-programmer til Radio24syv og til TV 2. Linda Overgaard blev derefter freelance-journalist med speciale i erhvervsstof, ledelse og karriere. Siden maj 2016 har hun været chefredaktør for Djøfbladet.